# Leo Pescarolo
Leo Pescarolo, noto anche come Leonardo Pescarolo (Genova, 1935 – Rabat, 24 maggio 2006), è stato un produttore cinematografico italiano.

## Biografia
Leo Pescarolo nacque a Genova nel 1935 in una famiglia di artisti dello spettacolo, figlio dell'attrice Vera Vergani, nipote di Orio Vergani e fratello dell'attrice Vera Pescarolo. 
Iniziò a lavorare, in teatro e nel cinema, come direttore di produzione e assistente alla regia, per poi occuparsi prevalentemente di produzioni cinematografiche che gli consentirono di lanciare vari giovani registi e attori.
Chiusa l'attività cinematografica, si trasferì in Marocco, a Rabat, per aprire un ristorante.
Morì nella capitale marocchina il 24 maggio 2006 all'età di 70 anni.

## Filmografia
- Il morbidone, regia di Massimo Franciosa (1965)
- Francesco d'Assisi, regia di Liliana Cavani (1966) - film tv
- Galileo, regia di Liliana Cavani (1968)
- Cosa avete fatto a Solange?, regia di Massimo Dallamano (1972)
- Si può essere più bastardi dell'ispettore Cliff?, regia di Massimo Dallamano (1973)
- Giordano Bruno, regia di Giuliano Montaldo (1973)
- Innocenza e turbamento, regia di Massimo Dallamano (1974)
- Il piatto piange, regia di Paolo Nuzzi (1974)
- Macchie solari, regia di Armando Crispino (1975)
- Le malin plaisir, regia di Bernard Toublanc-Michel (1975)
- Una sera c'incontrammo, regia di Piero Schivazappa (1975)
- La banca di Monate, regia di Francesco Massaro (1975)
- Giovannino, regia di Paolo Nuzzi (1976)
- Enigma rosso, regia di Alberto Negrin (1978)
- Diavolo in corpo, regia di Marco Bellocchio (1986)
- Molly O, regia di Gino Bortoloni (1986)
- Gli occhiali d'oro, regia di Giuliano Montaldo (1987)
- L'estate impura, regia di Pierre Granier-Deferre (1987)
- Una grande storia d'amore - film TV (1988)
- Mignon è partita, regia di Francesca Archibugi (1988)
- Lo zio indegno, regia di Franco Brusati (1989)
- Tempo di uccidere, regia di Giuliano Montaldo (1989)
- Christian, regia di Gabriel Axel (1989)
- Verso sera, regia di Francesca Archibugi (1990)
- La battaglia dei tre tamburi di fuoco, regia di Souheil Ben-Barka e Uchkun Nazarov (1990)
- Il colore dei suoi occhi, regia di Antonio Tibaldi (1991)
- Il grande cocomero, regia di Francesca Archibugi (1993)
- Tempo di amare, regia di Oja Kodar (1993)
- L'ispettore Sarti - Un poliziotto, una città - serie TV, 19 episodi (1991-1994)
- Con gli occhi chiusi, regia di Francesca Archibugi (1994)
- L'assassino è quello con le scarpe gialle, regia di Filippo Ottoni (1995)
- La tregua, regia di Francesco Rosi (1997)
- Artemisia - Passione estrema, regia di Agnès Merlet (1997)
- Il piacere e i suoi piccoli inconvenienti, regia di Nicolas Boukhrief (1998)
- L'albero delle pere, regia di Francesca Archibugi (1998)
- Il tempo ritrovato, regia di Raoul Ruiz (1999)
- Il tempo dell'amore, regia di Giacomo Campiotti (1999)
- La vespa e la regina, regia di Antonello De Leo (1999)
- Dancer in the Dark, regia di Lars von Trier (2000)
- La partita - La difesa di Luzhin, regia di Marleen Gorris (2000)
- Semana Santa, regia di Pepe Danquart (2002)
- Hollywood Flies, regia di Fabio Segatori (2005)